# Javi Salgado
Javier Salgado Martín (Bilbao, Vizcaya, 6 de agosto de 1980) es un entrenador y exjugador de baloncesto español. Con 1.80 metros de estatura, ocupó la posición de base.

## Trayectoria deportiva
Se formó en las categorías inferiores del Maristas Bilbao. Tras jugar en la Liga EBA con el Baloncesto León, se unió al Bilbao Basket. Durante una década jugaría allí, habiendo crecido como jugador a la par que el club, ya que debutó en LEB2 y, tras dos ascensos, el proyecto vizcaíno se asentó en la máxima categoría nacional. En julio de 2010 el Bilbao Basket prescindió de sus servicios, retirándole la camiseta. Pocos días después ficha por San Sebastián Gipuzkoa Basket Club.
Después de cuatro años en San Sebastián, en agosto de 2014 ficha por el CB Estudiantes. Allí jugaría las siguientes dos temporadas, la última de ellas saldada con un descenso de categoría deportivo.
Retornó en 2016 al equipo de su ciudad natal, el Bilbao Basket. En 2018, después de jugar durante 14 temporadas consecutivas en ACB, descendió junto con su equipo a la LEB. Sin embargo el base decidió quedarse en el club durante un año más bajo las órdenes del entrenador Álex Mumbrú, con el objetivo de recuperar la posición perdida, cosa que logró al término de la temporada 2018-19. Anunció su retirada como jugador profesional el 28 de junio de 2019, después de actuar durante dos décadas como profesional.

## Selección nacional
Salgado jugó en la selección de baloncesto de Euskadi.